# شبه‌جزیره سورنتو

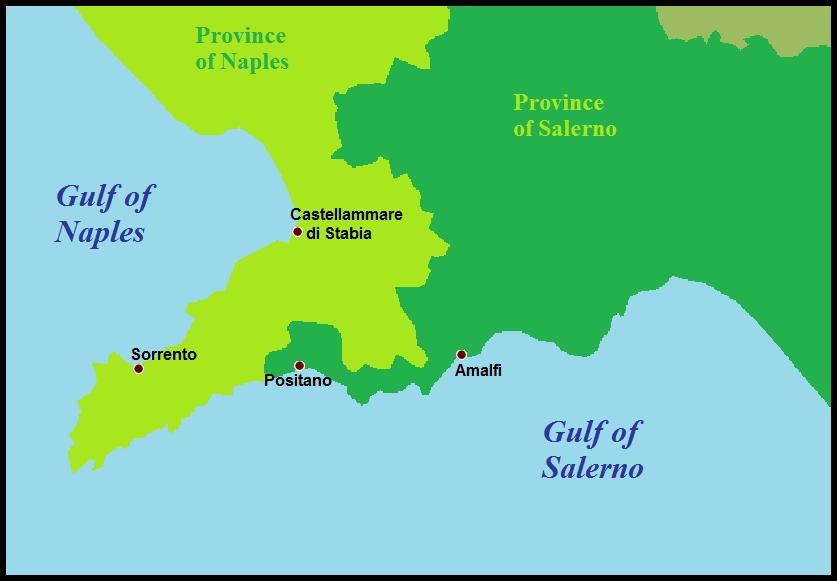
نقشه شبه جزیره سورنتو

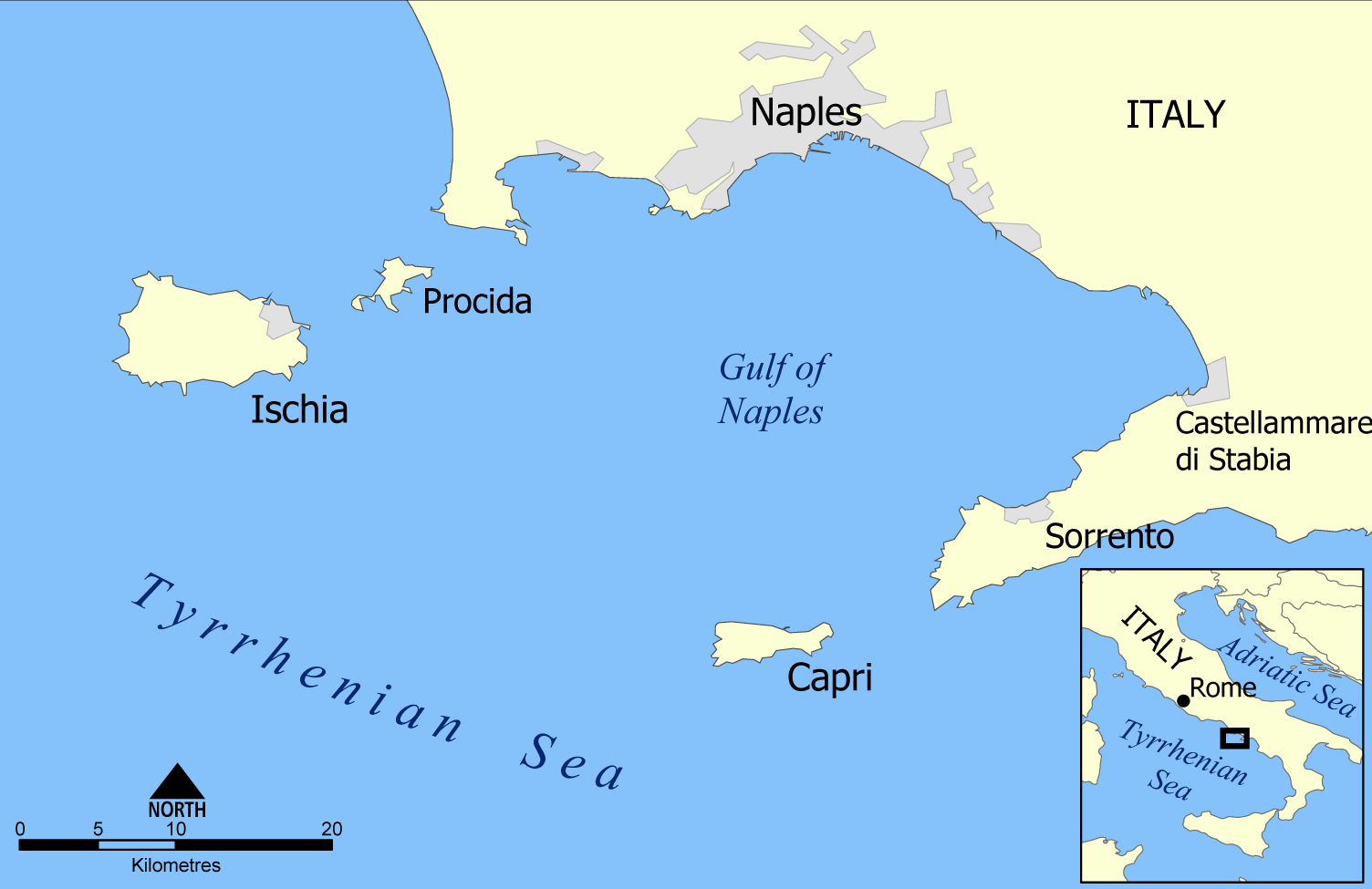
نقشه خلیج ناپل

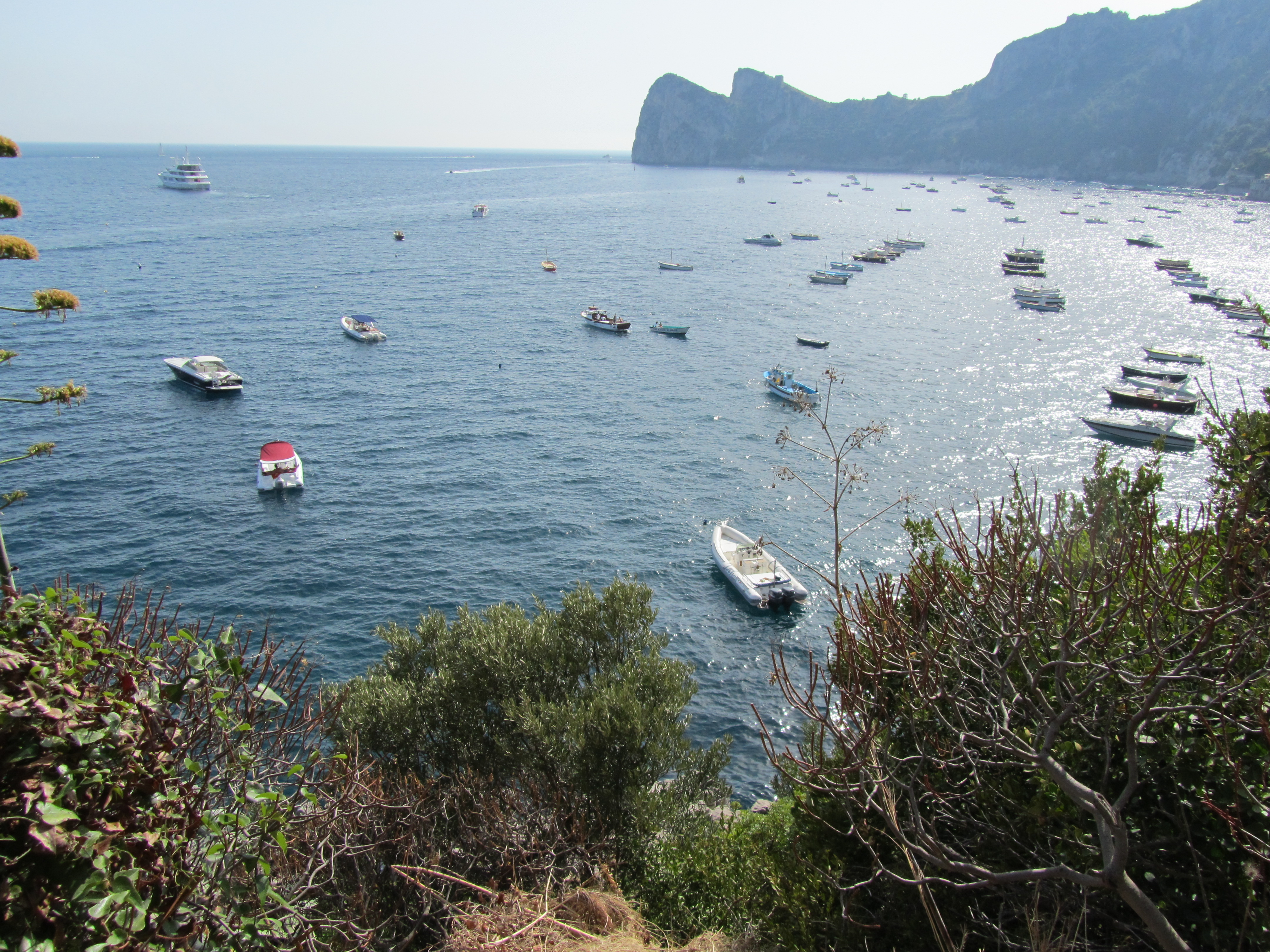
نمایی از شبه جزیره در نزدیکی ماسا لوبرنسه

شبه‌جزیره سورنتو یا شبه‌جزیره سورنتین شبه‌جزیره‌ای واقع در جنوب ایتالیا است که خلیج ناپل را از شمال و خلیج سالرنو را از جنوب جدا می‌کند.

## جغرافیا

### بررسی اجمالی
این شبه‌جزیره از روی شهر اصلی آن، سورنتو که در شمال (خلیج ناپل) ساحل واقع شده‌است، نامگذاری شده‌است. ساحل آمالفی در سوی جنوبی شبه‌جزیره واقع شده‌است. کوه‌های لاتاری ستون فقرات جغرافیایی شبه‌جزیره را تشکیل می‌دهند. جزیره کاپری در انتهای غربی شبه جزیره در دریای تیرنی قرار دارد. کل منطقه یک مقصد گردشگری مهم است.